# Bonnecourt
Bonnecourt [bɔnkuʁ] ist eine französische Gemeinde mit 131 Einwohnern (Stand 1. Januar 2022) im Département Haute-Marne in der Region Grand Est. Sie gehört zum Arrondissement Langres und zum Kanton Nogent. 

## Geografie
Die Gemeinde Bonnecourt liegt in der Landschaft Bassigny, 17 Kilometer nordöstlich von Langres und etwa zehn Kilometer westlich der Maas-Quelle. Durch das Gemeindegebiet führt die Autoroute A31. Bonnecourt ist umgeben von folgenden Nachbargemeinden:
| Chauffourt       | Val-de-Meuse                                |              |
| Frécourt         | Kompassrose, die auf Nachbargemeinden zeigt | Val-de-Meuse |
| Neuilly-l’Évêque | Poiseul                                     |              |

## Bevölkerungsentwicklung
| Jahr      | 1962 | 1968 | 1975 | 1982 | 1990 | 1999 | 2008 | 2018 |
| --------- | ---- | ---- | ---- | ---- | ---- | ---- | ---- | ---- |
| Einwohner | 250  | 220  | 179  | 145  | 152  | 121  | 129  | 140  |